# Gog (romanzo)
Gog è un romanzo satirico di Giovanni Papini del 1931.
È una raccolta di brani tratti dal diario immaginario del personaggio che dà il nome al libro, storie caratterizzate da un pessimismo alla Huxley sul «destino brillante» offerto all'uomo moderno dalle società capitalistiche.
Papini lo definisce «un documento singolare e sintomatico: spaventoso, forse, ma di un certo valore per lo studio dell'uomo e del nostro secolo», pubblicandolo per «far cosa utile» al lettore, «perché si scorgono meglio, in questo ingrandimento grottesco, le malattie segrete (spirituali) di cui soffre la presente civiltà».
Il romanzo, scritto forma di diario, divenne uno dei più noti di Papini e venne tradotto anche in America. Per i suoi spunti fantastici l'opera è accostata ai primi gli esempi della fantascienza italiana tra le due guerre. Il romanzo è stato anche accusato di antisemitismo. Il romanzo venne scelto nell'aprile 1943 dalla Radio di Vichy per una trasmissione di propaganda, e una scuola di allievi di Salò lo adotta lo stesso anno come testo in un corso di antisemitismo.
Gog ebbe un seguito vent'anni dopo, con Il libro nero - Nuovo diario di Gog (1951).

## Trama
L'autore del diario, nonché narratore della storia è Gog. «Il suo vero nome era, pare, Goggins ma fin da giovane l’avevano sempre chiamato Gog e questo diminutivo gli piacque perché lo circonfondeva d’una specie di aureola biblica e favolosa: Gog re di Magog.» Papini sostiene di aver ricevuto i fogli sparsi del diario di Gog direttamente dall'autore poco prima della sua morte e di averlo voluto pubblicare dopo una lunga opera di ricomposizione dei vari frammenti.
Gog è un uomo originario di isola delle Hawaii, nato da madre indigena e da ignoto padre di razza bianca, che dopo un'infanzia e una giovinezza povera si trasferisce negli Stati Uniti diventando milionario. Disincantato ed insoddisfatto, abbandona il lavoro e decide di partire per il mondo per cercare di capire il senso dell'esistenza. Durante il suo lungo viaggio incontra gli uomini più eccezionali del suo tempo, da Henry Ford a Vladimir Lenin ad Albert Einstein a Gandhi, a H.G. Wells a G. B. Shaw. Tutti questi grandi personaggi lo deludono, finendo così per avere una considerazione sempre più bassa del genere umano. Solo nel capitolo conclusivo del libro Gog sembra recuperare fiducia nell'uomo. Fintosi povero, perché «per chi ha posseduto tutto quel che si può comprare al mondo non c'è rifugio che nella miseria.» riceve aiuto da una bambina, che, vedendolo affamato, gli offre un pezzo di pane. Finito di mangiare Gog si chiede «Non ho mai sentito un sapore così buono e ricco. Che sia questo il vero cibo dell'anima? E questa la vera vita?».

## Riconoscimenti
L'edizione francese del romanzo ha vinto nel 2006 il Premio Nocturne.

### Edizioni
(parziale)
- Giovanni Papini, Gog, collana Opere di Giovanni Papini IX, Vallecchi Editore, 1931.